# Andreas von Mirbach
Andreas Baron von Mirbach, nemški častnik in obrambni ataše, * 9. april 1931, Riga, † 24. april 1975, Stockholm.
Mirbacha so umorili pripadniki Frakcije rdeče armade, ko so zasedli nemško veleposlaništvo v Stockholmu.